# Yehia El-Deraa
Yehia El-Deraa (nascido em 17 de julho de 1995) é um handebolista egípcio que integrou a seleção egípcia nos Jogos Olímpicos de Verão de 2016 no Rio de Janeiro, onde a equipe ficou em nono lugar. Atua como armador esquerdo e joga pelo clube Heliopolis SC.